# Élection présidentielle namibienne de 2024
L'élection présidentielle namibienne de 2024 a lieu le 27 novembre 2024, en même temps que les élections législatives, afin d'élire le président de la république de Namibie. Il s'agissait des septièmes élections générales du pays depuis l'indépendance de l'Afrique du Sud de l'apartheid en 1990.
L'élection est organisée sous la présidence de Nangolo Mbumba, celui ci ayant remplacé un an plus tôt le président Hage Geingob, mort des suites d'un cancer. Leur parti politique, l'Organisation du peuple du Sud-Ouest africain (SWAPO), présente la candidature de Netumbo Nandi-Ndaitwah, vice-présidente du parti, vice-Première ministre puis vice-présidente de la république de Namibie à partir de février 2024.
Dans un scrutin marqué par des problèmes d'organisation, Netumbo Nandi-Ndaitwah est élue dès le premier tour avec 58 % des suffrages, devenant la première femme élue à la présidence de l'histoire de la Namibie.

## Contexte
L'Organisation du peuple du Sud-Ouest africain (SWAPO) dirige le pays de manière ininterrompue depuis son indépendance en 1990. Lors de la précédente élection en 2019, le président sortant Hage Geingob est réélu dès le premier tour avec un peu plus de 56 % des suffrages. La constitution interdisant à ce dernier de se représenter après deux mandats consécutifs, le SWAPO désigne pour candidate la vice-présidente du parti et vice-Première ministre, Netumbo Nandi-Ndaitwah, en mars 2023. Hage Geingob décède le 4 février 2024 des suites d'un cancer. Il est remplacé pour la durée restante de son mandat par le vice-président Nangolo Mbumba, qui fait publiquement part de son intention de ne pas se présenter à la présidentielle, tandis que Nandi-Ndaitwah devient vice-présidente de la république,,. Le SWAPO fait face à une baisse de popularité due à plusieurs scandales de corruption ainsi qu'à une très mauvaise répartition des richesses, l'économie  namibienne demeurant la deuxième plus inégalitaire au monde en 2024, selon la Banque mondiale. Les récents échecs des partis historiques en Afrique du sud et au Botswana font notamment craindre une contagion provoquant une alternance,.
Principal parti d'opposition, le Mouvement démocratique populaire (PDM) présente quant à lui la candidature de McHenry Venaani.

## Mode de scrutin
Le président namibien est élu au scrutin uninominal majoritaire à deux tours pour un mandat de cinq ans, renouvelable une seule fois depuis la révision constitutionnelle de 1999.

## Résultats
| Candidats                | Candidats                | Partis                   | Premier tour | Premier tour |
| Candidats                | Candidats                | Partis                   | Voix         | %            |
| ------------------------ | ------------------------ | ------------------------ | ------------ | ------------ |
|                          | Netumbo Nandi-Ndaitwah   | SWAPO                    | 638 560      | 58,07        |
|                          | Panduleni Itula          | IPC                      | 284 106      | 25,84        |
|                          | McHenry Venaani          | PDM                      | 55 412       | 5,04         |
|                          | Bernadus Swartbooi       | LPM                      | 51 160       | 4,65         |
|                          | Job Amupanda             | AR                       | 19 676       | 1,79         |
|                          | Hendrik Gaobaeb          | UDF                      | 12 604       | 1,15         |
|                          | Henk Mudge (en)          | RP                       | 8 988        | 0,82         |
|                          | Evilastus Kaaronda       | SWANU                    | 7 991        | 0,73         |
|                          | Ambrosius Kumbwa         | APP                      | 5 197        | 0,47         |
|                          | Epafras Mukwiilongo      | NEFF                     | 3 978        | 0,36         |
|                          | Festus Thomas            | BCP                      | 3 641        | 0,33         |
|                          | Mike Kavekotora          | RDP                      | 2 974        | 0,27         |
|                          | Erastus Shuumbwa         | ADM                      | 2 069        | 0,19         |
|                          | Sakaria Likuwa           | UNP                      | 2 013        | 0,18         |
|                          | Vaino Amuthenu           | CoD                      | 1 213        | 0,11         |
|                          |                          |                          |              |              |
| Suffrages exprimés       | Suffrages exprimés       | Suffrages exprimés       | 1 099 582    | 98,69        |
| Votes blancs et nuls     | Votes blancs et nuls     | Votes blancs et nuls     | 14 552       | 1,31         |
| Total                    | Total                    | Total                    | 1 114 134    | 100          |
| Abstention               | Abstention               | Abstention               | 335 435      | 23,95        |
| Inscrits / participation | Inscrits / participation | Inscrits / participation | 1 449 569    | 76,05        |

## Analyse

Résultats par circonscriptions.

Le scrutin est marqué par une importante désorganisation logistique et technique liée à une hausse de la participation. Les longues files d'attentes dans les bureaux de vote provoquent une pénurie de bulletins de vote et des pannes sont également déplorées concernant les tablettes d'identification des empreintes digitales des électeurs. Cette situation pousse la commission électorale à prolonger les opérations de vote jusque dans la nuit et même de deux jours dans une trentaine de bureaux dans la capitale Windhoek ainsi que dans les régions de Kunene, d'Oshana et d'Oshikoto. Le principal parti d'opposition, les Patriotes indépendants pour le changement (IPC), accuse la commission de « tenter délibérément de dissuader les électeurs de voter »,. Une enquête préliminaire menée par l’Union Africaine et rendue publique le 29 novembre 2024 conclue cependant ne pas avoir trouvée de preuves de fraude électorale.
Le 3 décembre 2024, la commission électorale déclare Netumbo Nandi-Ndaitwah (SWAPO) élue présidente avec près de 57 % des suffrages, faisant d'elle la première femme à accéder à cette fonction. L'IPC qualifie deux jours plus tard le scrutin de « chaotique ». et annonce saisir la justice pour tenter d'annuler l’élection. La Cour suprême juge rend son verdict le 28 février 2025, en jugeant la prolongation du vote valide et en rejetant le recours de l'IPC.